# Відновлювана енергетика Білорусі
Відновлювана енергія є цільовою метою, і Білорусь має на меті досягти 6% виробництва від відновлюваних джерел енергії до 2035 року (порівняно з 0,41% у 2013 році). Щоб підтримати розвиток, розробники приватного сектору мають право на пільгові тарифи для підтримки широкого спектра відновлюваних джерел енергії.